# Grand Prix automobile d'Europe 1983
Résultats du Grand Prix d'Europe de Formule 1 1983 qui a eu lieu sur le circuit de Brands Hatch en Angleterre le 25 septembre.

## Classement
| Pos. | No | Pilote             | Écurie            | Tours | Temps/Abandon                      | Grille | Points |
| ---- | -- | ------------------ | ----------------- | ----- | ---------------------------------- | ------ | ------ |
| 1    | 5  | Nelson Piquet      | Brabham-BMW       | 76    | 1 h 36 min 45 s 865 (198,254 km/h) | 4      | 9      |
| 2    | 15 | Alain Prost        | Renault           | 76    | + 6 s 571                          | 8      | 6      |
| 3    | 12 | Nigel Mansell      | Lotus-Renault     | 76    | + 30 s 315                         | 3      | 4      |
| 4    | 22 | Andrea De Cesaris  | Alfa Romeo        | 76    | + 34 s 396                         | 14     | 3      |
| 5    | 35 | Derek Warwick      | Toleman-Hart      | 76    | + 44 s 915                         | 11     | 2      |
| 6    | 36 | Bruno Giacomelli   | Toleman-Hart      | 76    | + 52 s 019                         | 12     | 1      |
| 7    | 6  | Riccardo Patrese   | Brabham-BMW       | 76    | + 1 min 12 s 684                   | 2      |        |
| 8    | 9  | Manfred Winkelhock | ATS-BMW           | 75    | + 1 tour                           | 9      |        |
| 9    | 28 | René Arnoux        | Ferrari           | 75    | + 1 tour                           | 5      |        |
| 10   | 16 | Eddie Cheever      | Renault           | 75    | + 1 tour                           | 7      |        |
| 11   | 30 | Thierry Boutsen    | Arrows-Ford       | 75    | + 1 tour                           | 18     |        |
| 12   | 33 | Roberto Guerrero   | Theodore-Ford     | 75    | + 1 tour                           | 21     |        |
| 13   | 42 | Jonathan Palmer    | Williams-Ford     | 74    | + 2 tours                          | 25     |        |
| 14   | 40 | Stefan Johansson   | Spirit-Honda      | 74    | + 2 tours                          | 19     |        |
| 15   | 26 | Raul Boesel        | Ligier-Ford       | 73    | + 3 tours                          | 23     |        |
| Abd. | 27 | Patrick Tambay     | Ferrari           | 67    | Accident                           | 6      |        |
| Abd. | 3  | Michele Alboreto   | Tyrrell-Ford      | 64    | Moteur                             | 26     |        |
| Nc.  | 32 | Piercarlo Ghinzani | Osella-Alfa Romeo | 63    | Non classé                         | 24     |        |
| Abd. | 29 | Marc Surer         | Arrows-Ford       | 50    | Moteur                             | 17     |        |
| Abd. | 1  | Keke Rosberg       | Williams-Ford     | 43    | Moteur                             | 16     |        |
| Abd. | 23 | Mauro Baldi        | Alfa Romeo        | 39    | Embrayage                          | 15     |        |
| Abd. | 7  | John Watson        | McLaren-TAG       | 36    | Accident                           | 10     |        |
| Abd. | 4  | Danny Sullivan     | Tyrrell-Ford      | 27    | Incendie                           | 20     |        |
| Abd. | 8  | Niki Lauda         | McLaren-TAG       | 25    | Moteur                             | 13     |        |
| Abd. | 11 | Elio De Angelis    | Lotus-Renault     | 12    | Moteur                             | 1      |        |
| Abd. | 25 | Jean-Pierre Jarier | Ligier-Ford       | 0     | Couple conique                     | 22     |        |
| Nq.  | 17 | Kenny Acheson      | RAM-Ford          |       | Non qualifié                       |        |        |
| Nq.  | 31 | Corrado Fabi       | Osella-Alfa Romeo |       | Non qualifié                       |        |        |
| Nq.  | 2  | Jacques Laffite    | Williams-Ford     |       | Non qualifié                       |        |        |

## Pole position et record du tour
- Pole position : Elio De Angelis en 1 min 12 s 092 (vitesse moyenne : 210,082 km/h).
- Meilleur tour en course : Nigel Mansell en 1 min 14 s 342 au 70e tour (vitesse moyenne : 203,723 km/h).

## Tours en tête
- Riccardo Patrese : 10 (1-10)
- Nelson Piquet : 66 (11-76)

## Statistiques
- 10e victoire pour Nelson Piquet ;
- 31e victoire pour Brabham en tant que constructeur ;
- 4e victoire pour BMW en tant que motoriste ;
- 1er Grand Prix pour Jonathan Palmer ;
- 34e et dernier Grand Prix pour l'écurie Theodore Racing.